# 朱膺鉖
黎山安懿王朱膺鉖（1459年—1498年6月14日），明朝岷順王朱音埑第四子，母亲是王妃汤氏。

## 生平
天順八年（1464年）九月，作为岷世子之子获赐名。
成化六年（1470年）受封。
成化八年（1472年）九月，明憲宗遣英國公張懋、恭順侯吳鑑、駙馬都尉楊偉、遂安伯陳韶、伏羌伯毛銳、清平伯吳璽為正使，吏科給事中梁鏞、戶科給事中施純、禮科給事中黃麟、兵科給事中俞澤、刑科給事中王銓、工科給事中張琳為副使，持節冊封思明府通判劉頤的女兒為黎山王妃。
成化十一年（1475年）四月，因朱膺鉖请求，将其每年赐给的折色禄米中的三十石改为本色。
朱膺鉖上奏揭發分守靖州左參將都指揮僉事孟英於武岡州集结百姓以壯操備、孟英的家僮收受武岡州知州周肅的財物。成化二十年（1484年）六月，事下巡按御史驗問，彈劾孟英之罪，都察院請求按法律下御史逮問。憲宗有旨孟英免問罪，停俸三月。
弘治十一年（1498年）五月去世，死讯传来，輟朝一日，按制度賜祭葬，谥安懿。弘治十六年（1503年），庶长子朱彦袭封。
朱膺鉖死后，王妃刘氏私用其遗产五十两银子，家人张安、李贵偷走了其他的遗产，说是刘妃和使女等所为。朱膺鉖的母亲汤太妃信以为真，逼刘妃交出，刘妃交不出，遭汤太妃鞭挞，怒而自缢。刘妃兄刘吉告诉朱膺鉖的堂叔江川王朱音垫，朱音垫告发，被岷府长史薛端、叶畅等隐瞒，刘吉也受贿反口。朱音垫得知这些情况上报，法司覆奏，弘治十六年（1503年）十月，命枷号张安、李贵两月，杖一百，发南丹卫充军；薛端交钱赎罪免除杖刑后复职，叶畅已经卸任，免于追究。

## 评价
- 《弇山堂别集》卷074：好和不爭，温柔賢善。

## 家庭

### 妻妾
- 王妃刘氏
- 朱彥汭母，正德七年（1512年）七月在世
- 朱彥淮、朱彥淪母，正德七年（1512年）七月在世

### 子孙
- 长子黎山康靖王朱彦
- 镇国将军朱彥㴬，成化十七年（1481年）七月赐名，[9]弘治三年（1490年）二月按制度赐诰命冠服[10]
- 镇国将军朱彥汭，弘治二年（1489年）十二月赐名，[11]弘治十四年（1501年）八月按制度赐诰命冠服，[12]正德七年（1512年）七月获罪革禄米[13]
- 第四子镇国将军朱彥淮，弘治四年（1491年）十一月赐名，[14]正德七年（1512年）七月获罪降为庶人，[13]嘉靖十三年（1534年）九月發鳳陽高墻禁住[15]
- 第五子朱彥溶，弘治十五年（1502年）正月赐名[16]
- 第六子镇国将军朱彥淪，弘治十四年（1501年）二月赐名，[17]嘉靖十三年（1534年）九月获罪降为庶人[15]
- 第七子朱彥濼，弘治十六年（1503年）二月赐名[18]